# Browning Automatic Rifle
De Browning Automatic Rifle (ook vaak BAR genoemd) was een Amerikaans machinegeweer gebruikt tijdens de Eerste en Tweede Wereldoorlog, de Chinese Burgeroorlog, de Burgeroorlog in het Mandaatgebied Palestina, de Koreaanse Oorlog en de Vietnamoorlog.
Het was ontworpen in 1917 door de wapenontwerper John Browning. Het was een vervanging voor het Franse Chauchat machinegeweer. De BAR was oorspronkelijk bedoeld als licht automatisch geweer, maar door vele aanpassingen, waaronder een tweepoot (bipod) begon het zijn carrière als machinegeweer. De eerste versie, in het kaliber .30-06 Springfield en met een magazijn voor twintig patronen, was wel een licht machinegeweer. 
Een aantal Belgische bunkers die tijdens het interbellum werd gebouwd, zoals die van de bunkerlinie Briegden-Neerharen, waren uitegrust met deze machinegeweren, de variant M1918A1. In 1930 kreeg België de toelating van Browning om de bestaande BAR M1918A1 te wijzingen van het originele kaliber van 7.62 mm (.30') naar het standaard Belgische kaliber van 7.65 mm.